# Roman Zrębowicz
Roman Zrębowicz ps. „Znamor” (ur. 5 października 1884 w Stryju, zm. 8 listopada 1963 w Łodzi) – krytyk i historyk sztuki oraz literatury, popularyzator twórczości Cypriana Kamila Norwida.

## Życiorys
Był absolwentem Wydziału Filozoficznego Uniwersytetu Lwowskiego i wiedeńskiego Kunsthistorisches Museum (1908). Podjął się samodzielnych studiów w galeriach we Włoszech, Francji i Holandii. Około 1908 rozpoczął działalność publicystyczną – publikował w: „Naszym Kraju”, „Promieniu” i „Krytyce”.
W 1908 został przewodniczącym, powołanego w 25. rocznicę śmierci Cypriana Kamila Norwida, Komitetu Obchodu Roku Norwidowskiego. W tym samym roku wydał „Wybór Poezji” Cypriana Kamila Norwida, zaś w 1910 jego „Czarne kwiaty” i „Białe kwiaty”.
Należał do działającego od 1911 Klubu Konstrukcjonalistów, spotykającego się w kawiarni Szkockiej we Lwowie. Podczas spotkań omawiano kwestie filozoficzne i estetyczne zachodzące w sztuce oraz rolę konstrukcji w dziełach artystycznych. W spotkaniach klubu uczestniczyli także m.in.: Roman Jaworski, Piotr Dunin-Borkowski, Mieczysław Rettinger, Ostap Ortwin i Karol Irzykowski. W związku z działalnością w klubie, Zrębowicz został twórcą, wydawcą i redaktorem czasopisma „Krokwie”, w którym publikował m.in. nieogłoszone wcześniej norwidiana.
Przed I wojną światową publikował w „Prawdzie” nt. francuskich prądów artystycznych. Po wojnie został założycielem i redaktorem „Wiadomości Artystycznych”. W 1921 opublikował rozprawę „Nihilizm w sztuce. Zagadnienie krytyki kultury” i książkę „Autoportret”. Odbył liczne podróże po Europie – Francji, Anglii, Niemczech i Hiszpanii, którym poświęcił książkę „Między Wieżą Eiffla a Palmą Pustyni” (1928). Współpracował z „Polskim Radiem” i był kierownikiem Wydziału Oświaty i Kultury Miasta Stołecznego Warszawa oraz redaktorem czasopisma „Stolica”.
W czasie II wojny światowej przebywał w Warszawie i uczestniczył w tajnym nauczaniu. W trakcie powstania warszawskiego utracił swój dorobek literacki i naukowy, w tym gotową monografia Norwida. W maju 1945 podjął się współorganizacji Muzeum Sztuki w Łodzi, pracując w nim do 1958 jako kustosz działu klasycznego. W 1962 opublikował tom wspomnień „Spotkania z czasem”, w którym zawarł m.in. wspomnienia związane ze znanymi artystami oraz z odbytymi podróżami.

### Życie prywatne
Był synem Wincentego Zrębowicza, maszynisty kolejowego, i Józefy z domu Maksymowicz. Jego żoną była Zofia z domu Rosicka.
W Łodzi mieszkał ul. Stefana Żeromskiego 21.
Został pochowany w części rzymskokatolickiej Starego Cmentarza w Łodzi.

## Publikacje
- „Nihilizm w sztuce. Zagadnienie krytyki kultury” (1921),
- „Autoportret” (1921)[4],
- „La gravure polonaise et les "batiks". 26 reproductions en noir et en couleurs précédées d'une étude critique. Traduit du polonais par T. Warynski” (1921)[12].
- „Między Wieżą Eiffla a Palmą Pustyni” (1928)[4],
- „Myśli i wskazania Stanisława Brzozowskiego” (1929)[10]
- „Tradycja rembrandtowska w grafice polskiej” (wspólnie z Marią Rubczyńską, 1956)[4],
- „Malarstwo polskie w galerii Muzeum Sztuki w Łodzi” (1957)[10]
- „O nowoczesnym malarstwie francuskim” (1959),
- „Spotkania z czasem” (1962)[4].

## Odznaczenia
- Srebrny Warzyn Akademicki (1937)[11]
- Medal 10-lecia Polski Ludowej (1955)[13]
- Krzyż Oficerski Orderu Odrodzenia Polski (1957)[11]